# Rhypopteryx
Rhypopteryx is een geslacht van vlinders van de familie spinneruilen (Erebidae).

## Soorten
- R. atectonipha Collenette, 1936
- R. baliocosma Collenette, 1953
- R. bowdeni Collenette, 1960
- R. camengo Collenette, 1960
- R. capnitis Collenette, 1960
- R. carriala Swinhoe, 1903
- R. celetica Collenette, 1960
- R. civilis Hering, 1926
- R. diffusa Hering, 1926
- R. diplogramma Hering, 1927
- R. dracontea (Romieux, 1935)
- R. dysbata Collenette, 1960
- R. flaveola Hering, 1926
- R. flavinotata Butler, 1898
- R. fontainei Collenette, 1960
- R. ganymedes Hering, 1926
- R. hemichrysa Collenette, 1960
- R. hemiphanta Collenette, 1955
- R. inconspicua Hampson, 1916
- R. kamengo Collenette, 1936
- R. lugardi (Swinhoe, 1903)
- R. lymantrioides Hering, 1926
- R. macarthuri Collenette, 1953
- R. minor (Collenette, 1938)
- R. pachytaenia (Hering, 1926)
- R. perfragilis Collenette, 1957
- R. perspicua Hering, 1928
- R. phoenicopoda Collenette, 1957

- R. pinheyi Collenette, 1953
- R. poecilanthes Collenette, 1931
- R. polyploca Collenette, 1960
- R. preissi (Schultze, 1934)
- R. psoloconiama Collenette, 1960
- R. psolozona (Collenette, 1938)
- R. rhodalipha (Felder, 1874)
- R. rhodea Hampson, 1905
- R. rhodocloea (Collenette, 1939)
- R. rhodosticta Collenette, 1933
- R. romieuxi (Collenette, 1938)
- R. rubripunctata (Weymer, 1892)
- R. sordida Aurivillius, 1879
- R. summissa Hering, 1927
- R. syntomoides Collenette, 1957
- R. triangulifera (Hampson, 1910)
- R. tylota Collenette, 1957
- R. uele Collenette, 1960
- R. xuthomene Collenette, 1936
- R. xuthosticta (Collenette, 1938)